# Теорема Скитовича — Дармуа
Теорема Скитовича-Дармуа — одна з характеризаційних теорем математичної статистики. Вона характеризує нормальний розподіл (розподіл Ґаусса). Ця теорема була доведена незалежно В. П. Скитовичем та Ж. Дармуа.

## Формулювання теореми
Нехай {\displaystyle \xi _{j},j=1,2,\dots ,n,n\geq 2} — незалежні випадкові величини, {\displaystyle \alpha _{j},\beta _{j}} — ненульові константи. Якщо лінійні форми {\displaystyle L_{1}=\alpha _{1}\xi _{1}+\dots +\alpha _{n}\xi _{n}} та {\displaystyle L_{2}=\beta _{1}\xi _{1}+\dots +\beta _{n}\xi _{n}} незалежні, то випадкові величини {\displaystyle \xi _{j}} нормально розподілені (мають розподіли Ґаусса).

## Історія
Теорема Скитовича-Дармуа є узагальненням теореми Каца-Бернштейна, в якій нормальний розподіл (розподіл Ґаусса) характеризується незалежністю суми та різниці двох незалежних випадкових величин. Про історію доведення теореми див.  [Архівовано 18 жовтня 2006 у Wayback Machine.]
Теорема Хейде є схожою теоремою, в якій одна з лінійних форм фіксується.